# Cerkiew Zaśnięcia Najświętszej Maryi Panny w Łodzi
Cerkiew pod wezwaniem Zaśnięcia Przenajświętszej Bogurodzicy – prawosławna cerkiew cmentarna w Łodzi. Należy do parafii św. Aleksandra Newskiego w Łodzi, w dekanacie Łódź diecezji łódzko-poznańskiej Polskiego Autokefalicznego Kościoła Prawosławnego.

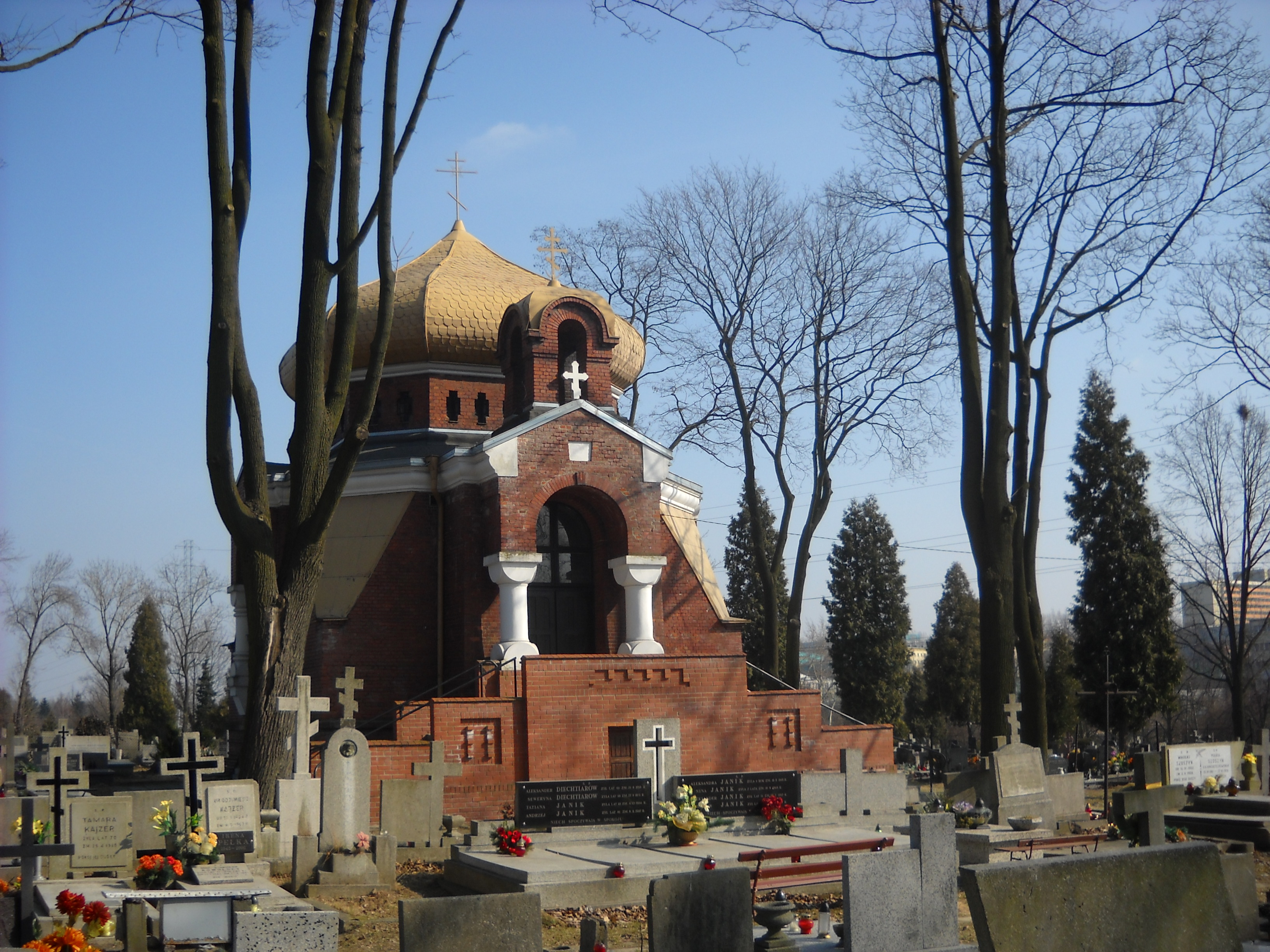
Cerkiew od frontu; na pierwszym planie wejście z nadbudowaną dzwonnicą

Zlokalizowana przy ulicy Telefonicznej 4 w Łodzi, w prawosławnej części cmentarza na Dołach. Wzniesiona z cegły w 1904, według projektu Franciszka Chełmińskiego. Wpisana do rejestru zabytków 20 grudnia 1983 pod numerem A/293.
W 2020 r. przeprowadzono remont wnętrza cerkwi oraz wymieniono część uposażenia, w tym ołtarz, żertwiennik (stół ofiarny), analogiony.